# Jurga Šeduikytė
Jurga Šeduikytė (znana pod pseudonimem scenicznym Jurga, ur. 10 lutego 1980 w Kłajpedzie) – litewska piosenkarka. Na Litwie stała się znana jako finalistka bałtyckiej części konkursu muzycznego Fizz Superstar. Później została wokalistką żeńskiego zespołu rockowego Muscat. Zasłynęła latem 2005 piosenką pt. Nebijok (lit. Nie bój się). Jesienią tegoż roku wydany został debiutancki album Jurgi pt. Aukso pieva (lit. Złota łąka).

## Życiorys
Urodzona w Kłajpedzie, w rodzinie o tradycjach muzycznych, dzieciństwo spędziła w Szydłowie i Telszach, gdzie mieszkała do drugiej klasy. Uczyła się w telszewskim IV LO. Następnie przeniosła się do Połągi, gdzie ukończyła liceum i szkołę muzyczną w klasie fortepianu. Studiowała na Uniwersytecie Wileńskim, gdzie zdobyła licencjat z dziennikarstwa i tytuł magistra PR.
W 2002 roku z powodzeniem wzięła udział w Konkursie Młodych Wokalistów Fizz Superstar. W tym samym roku, pod pseudonimem Dingau, zaczęła występy z żeńskim zespołem rockowym Muscat. W 2004 roku grała główną rolę w musicalach Ugnies medžioklė su varovais oraz Tadas Blinda. 
W latach 2004–2006 prowadziła program muzyczny Lietuvos dainų dešimtukas na stacji BTV, a wraz z Rolandasem Vilkončiusem – krajowe eliminacje do Konkursu Piosenki Eurowizji.
W 2005 roku rozpoczęła solową karierę muzyczną pod pseudonimem Jurga. Wiosną tego samego roku piosenka pt. Nebijok była najczęściej granym utworem w litewskim eterze, a Jurga stała się jedną z najpopularniejszych wokalistek litewskich. 
W lipcu 2005 roku na Święcie Morza w Kłajpedzie dała koncert, na którym po raz pierwszy przedstawiła utwory z nadchodzącej płyty. 16 września wydała swój pierwszy album pt. Aukso pieva, który wyprodukował Andrius Mamontovas. Muzyka i słowa piosenki napisała sama Jurga, z wyjątkiem - napisanych przez Mamontovasa – Kai pamirši tu mane i Laisvė.
Zdobyła najwięcej litewskich nagród muzycznych za rok 2005 w różnych kategoriach.
19 kwietnia 2007 zaprezentowała i zaczęła dystrybucję długo oczekiwanego drugiego albumu pt. Instrukcija, który w ciągu 2 tygodni zdobył złoto. 21 lipca 2007 roku Jurga zdobyła pierwszą nagrodę w Międzynarodowym Festiwalu Piosenki Bałtyckiej w Karlshamn, w Szwecji. Zwycięską piosenką została, wykonana w języku angielskim, 5th Season z albumu Instrukcija. 1 listopada 2007 Jurga zdobyła uznanie w Monachium na MTV Europe Music Awards i z rąk Justina Timberlake’a odebrała nagrodę w kategorii Best Baltic Act, do której pretendowali najlepsi wykonawcy i zespoły z krajów bałtyckich. 
28 sierpnia 2008 roku urodziła syna, któremu nadano imię Adas. Ojcem dziecka jest jej przyjaciel Vidas Bareikis, wokalista Dj Suicide, z którym – 26 sierpnia roku następnego – wzięła ślub.

## Dyskografia
- Aukso pieva (2005)
- Instrukcija (2007)
- +37° (Goal of Science) (2009)
- Prie žalio vandens (2010)
- MetroNomes (2011)
- Breaking the Line (2013)
- Giliai vandeny (2015)
- Not Perfect (2017)
- To the Sky (2019)
- Jurga (2020)